# Hrabstwo Valley (Montana)
Hrabstwo Valley (ang. Valley County) – hrabstwo w stanie Montana w Stanach Zjednoczonych. Obszar całkowity hrabstwa obejmuje powierzchnię 5061,98 mil² (13 110,47 km²). Według szacunków United States Census Bureau w roku 2009 miało 6771 mieszkańców. Jego siedzibą jest Glasgow.
Hrabstwo powstało w 1893 roku.

## Miasta
- Fort Peck
- Glasgow
- Nashua
- Opheim

## CDP
- Frazer
- Hinsdale
- St. Marie